# Play Don’t Worry
Play Don’t Worry — второй сольный студийный альбом Мика Ронсона, бывшего гитариста группы The Spiders from Mars, вышедший в 1975 году.

## Об альбоме
В основном, диск содержит кавер-версии таких исполнителей, как Pure Prairie League, The Velvet Underground и Литл Ричард, перезаписанные с учётом вкуса Ронсона. Композицию «White Light/White Heat» Ронсон унаследовал от Дэвида Боуи, она осталась в ходе сессий его альбома Pin Ups.

## Список композицицй
1. «Billy Porter» (Мик Ронсон)
2. «Angel No. 9» (Крейг Фаллер)
3. «This Is for You» (Лори Хит)
4. «White Light/White Heat» (Лу Рид)
5. «Play Don’t Worry» (Мик Ронсон, Боб Сарджант)
6. «Hazy Days» (Мик Ронсон)
7. «Girl Can’t Help It» (Бобби Троап)
8. «Empty Bed (Io Me Ne Andrei)» (Клаудио Баглиони, Goggio, Мик Ронсон)
9. «Woman» (Адам Тэйлор)

#### Бонус-треки
1. «Seven Days» (Аннетт Пикок)
2. «Stone Love» «(Soul Love)» (Дэвид Боуи)
3. «I’d Rather Be Me» (Мик Ронсон)
4. «Life on Mars?» (Roscoe West)
5. «Pain in the City» (Мик Ронсон)
6. «Dogs (French Girl)»
7. «Seven Days» [Альтернативная версия]
8. «28 Days Jam» (Мик Ронсон)
9. «Woman» [Альтернативная версия]

## Участники записи
- Мик Ронсон — гитара, бас, ударные, губная гармоника, фортепиано, клавинет, синтезатор, вокал
- Джефф Дэли — саксофон, флейта
- Нил Кернон — ARP синтезатор
- Пол Фрэнсис — ударные
- Майк Гарсон — фортепиано
- Тревор Болдер — бас, труба
- Ричи Дхарма — ударные
- Эйнсли Данбар — ударные
- Тони Ньюман — ударные
- Джон Милинг — фортепиано
- Иэн Хантер — бэк-вокал на «Girl Can’t Help It»
- Вики Сильва — бэк-вокал
- Беверли Бекстер — бэк-вокал
- Мигель Браун — бэк-вокал

#### Производство
- Звукоинженеры: Деннис Маккей, Питер Филдер, Тед Шарп, Рэй Хендриксон и Иэн Мейджор.
- Треки 01-10 : записаны и смикшированы на студиях: Sundragon Studios, Juan La Pins, South of France, Trident Studios и Scorpio Sound, Лондон, 1974.
- Треки 11-15 : записаны и смикшированы на студии Sundragon Studios, 13-14 декабря 1975.
- Треки 16-18 : смикшированы в августе 1997 года на студии Dana Studios, Лондон.
- Продюсирование, аранжировка и дирижирование всех композиций выполнено Миком Ронсоном, на студии Mainman.